# Кастеллина, Лучана
Лучана Кастеллина (итал. Luciana Castellina; род. 9 августа 1929, Рим) — итальянская коммунистка, журналистка и политик, депутат Европейского парламента.

## Биография
Единственная дочь миланского торгового агента Джино Кастеллины и Лизетты Либман из Триеста. Получила высшее юридическое образование в Римском университете Ла Сапиенца.

### Политическая деятельность
Начала политическую деятельность в Итальянской коммунистической молодёжной федерации (FGCI). В 1947 году приняла участие в первом фестивале молодёжи и студентов в Праге.
В 1947 году вступила в Итальянскую компартию, с 1963 года работала в женской секции ИКП под руководством Леонильде Иотти. В 1969 году исключена из партии и вошла в число основателей журнала «Il Manifesto» (его первый номер тиражом 75 тыс. экземпляров вышел 6 июня 1969 года, Кастеллина принимала участие в его подготовке). В 1976 году избрана в Палату депутатов Италии по спискам «Пролетарской демократии».
В 1984 году вернулась в ИКП, но в 1991 году голосовала против её самороспуска (вместе с Пьетро Инграо, Лучо Магри и Алессандро Натта) и после её реорганизации в Демократическую партию левых сил предпочла присоединиться к Партии коммунистического возрождения в 1992 году. Покинула ПКВ в 1996 из-за многочисленных разногласий с её генсеком Фаусто Бертинотти.
Неоднократно арестовывалась за участие в протестах: 14 июля 1948 года (во время демонстрации против покушения на Пальмиро Тольятти), в 1950 и 1956 годах; в 1963 году была задержана на почти два месяца. Подвергнута аресту в Афинах и выслана из Греции во время военного переворота «Чёрных полковников» в 1967 году.

### Журналистская и антивоенная деятельность
Редактировала еженедельную газету FGCI «Nuova Generazione» («Новое поколение») до 1962 года, затем на короткое время перешла в коммунистическую газету «Il Paese» («Страна»).
В первой половине 1980-х вместе с Клаудио Наполеони и Стефано Родота занималась изданием пацифистского журнала «Pace e guerra» («Мир и война»), связанного с Партией пролетарского единства за коммунизм. В то же время она была заместительницей председателя Лиги за права народов Адольфо Переса Эскивеля и координатором движения «Европейское ядерное разоружение», наряду с президентом Фонда мира им. Бертрана Рассела Кеном Коутсом.

### Депутат
Состояла в Палате депутатов 7-го — 9-го созывов с 1976 по 1987 год, в 1992 году избрана в Палату 11-го созыва (30 апреля 1992 года вошла во фракцию Партии коммунистического возрождения, но уже 6 мая 1992 года сдала мандат, оставшись в Европарламенте).

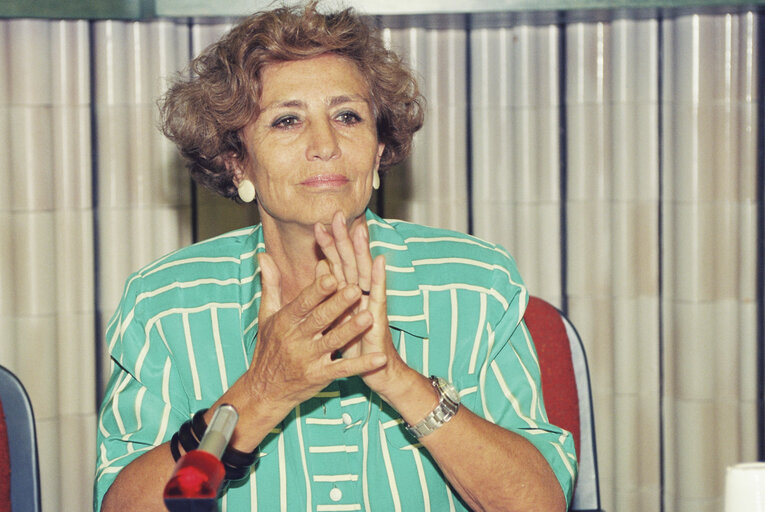
Кастеллина в 1994 году

С 1979 по 1999 год — депутат Европейского парламента. С 1994 по 1997 год возглавляла Комиссию по культуре, молодёжи, образованию и средствам информации; в 1997—1998 годах — Комиссию по внешним экономическим связям. На момент ухода из Европарламента состояла в группе Европейские объединённые левые / Лево-зелёные Севера.

### В XXI веке
С 1999 по 2003 год — президент Агентства по продвижению итальянского кино за рубежом. В период с 2007 по 2010 год преподавала в качестве адъюнкт-профессора в Университете Пизы. В 2014 году была избрана почетным президентом Итальянской ассоциации по организации отдыха и культурных мероприятий.
На президентских выборах 2015 года в Италии в первых трёх турах голосования 29-30 января партия «Левые Экология Свобода» поддерживала кандидатуру Кастеллины. Во всех этих турах она занимала третье место. 29 марта 2015 года вступила в Национальное бюро этой партии, а 19 апреля 2015 года была избрана членом Национального комитета «Другой Европы с Ципрасом» — коалиции итальянских левых на выборах в Европейский парламент.

## Личная жизнь
В 1953 году вышла замуж за товарища по партии Альфредо Райхлина, у супругов двое детей: Пьетро и Лукреция. В 1958 году пара рассталась.
Лукреция Райхлин (род. 1954) стала экономистом, член совета директоров UniCredit.

## Избранные труды
- Открытие мира (La scoperta del mondo, Nottetempo, 2011) — дневник четырёх лет жизни с 25 июля 1943 до октября 1947 года, когда сформировались коммунистические убеждения Кастеллина.
- Сибериана (Siberiana, Nottetempo, 2012) — хроника путешествия на поезде из Москвы во Владивосток.